# Travnik (nádraží)

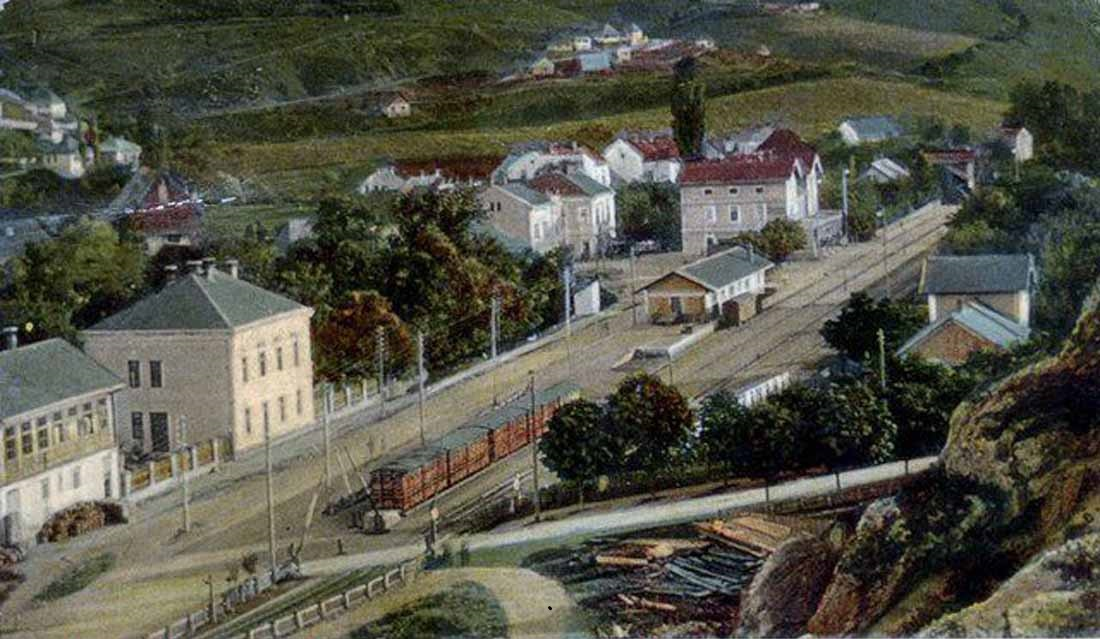
Pohled na nádraží na kolorované fotografii.

Železniční stanice Travnik (bosensky Željeznička stanica Travnik) bylo úzkorozchodné nádraží na trati tzv. Bosenské dráhy, které se nacházelo ve stejnojmenném městě. Umístěno bylo v prostoru dnešního travnického autobusového nádraží. 

## Historie
Nádraží bylo otevřeno dne 26. října 1893 jako koncová stanice Bosenské dráhy, která vedla ze severu z Jajce a Bugojna do Travniku. Nádraží mělo šest kolejí a dvoupatrovou staniční budovu, která byla postavena dle projektů typických pro rakouské železnice. 
V roce 1903 došlo u nádraží od jiskry k požáru, který se rozšířil po značné části města a zničil nemalé množství dřevěných domů.
Po zrušení provozu trati v roce 1975 byla původní budova integrována do nově zbudovaného autobusového nádraží. Vedle ní byla postavena historická lokomotiva jako památník na několik desítek let železniční dopravy.